# Acanthodica penicillum
Acanthodica penicillum là một loài bướm đêm thuộc họ Noctuidae. Loài này có ở miền trung và Nam Mỹ, bao gồm Costa Rica, Guatemala và Brasil.